# Abolboda granularis
Abolboda granularis är en gräsväxtart som först beskrevs av Bassett Maguire, och fick sitt nu gällande namn av L.M.Campb. och Robert Kral. Abolboda granularis ingår i släktet Abolboda och familjen Xyridaceae. Inga underarter finns listade i Catalogue of Life.